# Engels (stad)

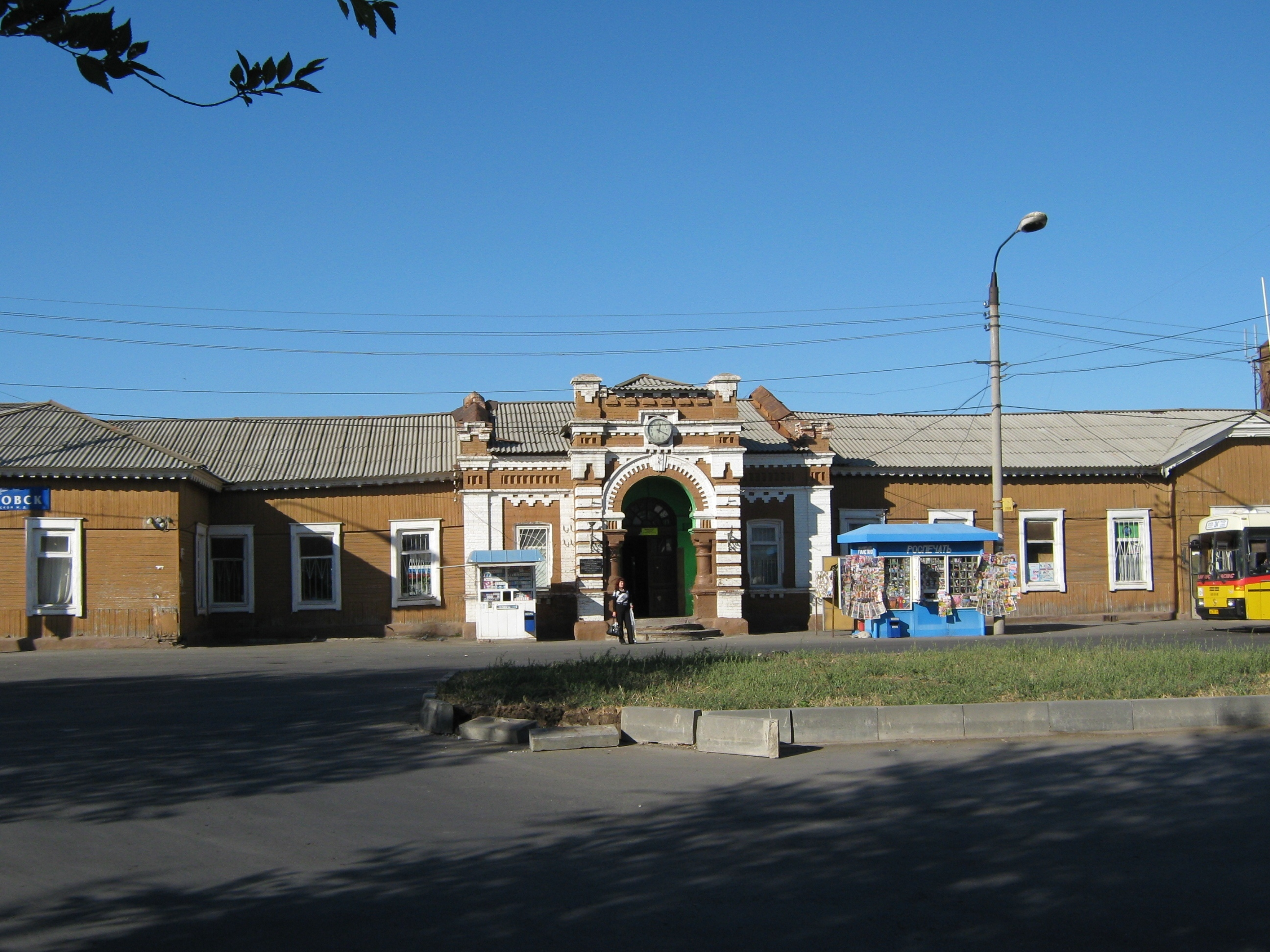
Järnvägsstationen i Engels.

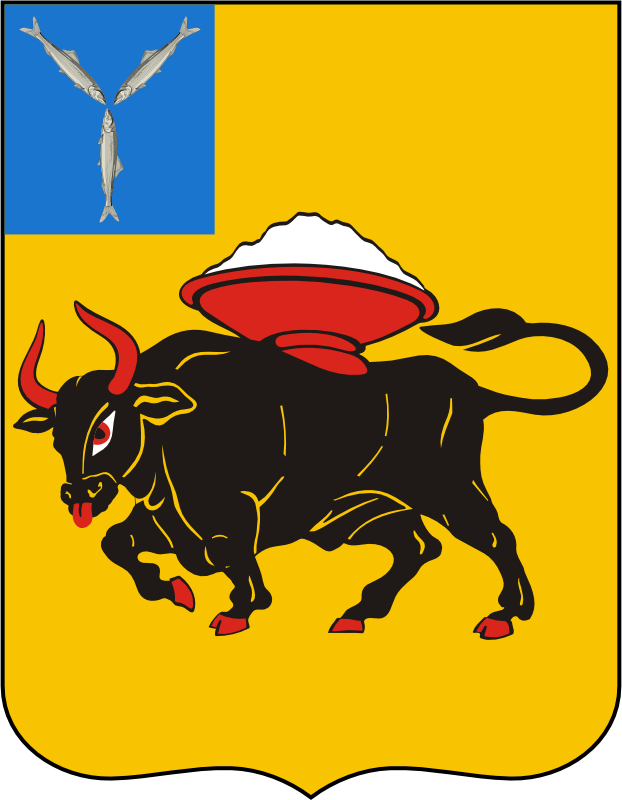
Stadens vapen.

Engels (ryska: Энгельс), fram till 1914  Pokrovskaja Sloboda (ryska: Покровская Слобода), till 1931  Pokrovsk (ryska: Покровск) är den näst största staden i Saratov oblast i Ryssland. Staden ligger vid Volga och förbinds med en bro med den större staden Saratov på andra sidan.
Staden är administrativt centrum för Engels kommundistrikt.  Engels ligger på vänstra (östra) stranden av Volgogradreservoaren vid sammanflödet av Saratovkafloden mittemot den större staden Saratov.
Folkmängden uppgick till 221 847 invånare i början av 2015, med totalt 260 983 invånare i hela kommunen (inklusive Privolzjskij).
Pokrovskaja Sloboda grundades 1747 av bönder från Ukraina. Det nuvarande namnet kommer från den socialistiska tänkaren Friedrich Engels och gavs till staden 1932. På tyska hette staden Kosakenstadt, i början av 1930-talet var elva procent av befolkningen tyskspråkig av Volgatyskt ursprung. Mellan 1918 och 1941 var Engels huvudort i Volgatyska ASSR, en autonom delrepublik i Sovjetunionen.